# سیتروئن سی۴ کاکتوس
سیتروئن سی۴ کاکتوس (به انگلیسی: Citroën C4 Cactus) یک کراس‌اور کامپکت کوچک شهری است که توسط شرکت فرانسوی سیتروئن تولید شده و در اسپانیا و برزیل مونتاژ می‌شود. تولید این خودرو از سال ۲۰۱۴ آغاز شده‌است. از اکتبر ۲۰۱۷ فیس لیفت این خودرو وارد بازار شد و در آخرین ماه‌های تولید خود به خاطر همه‌گیری ویروس کرونا با مشکل در تولید همراه شد. سی۴ کاکتوس در کلاس خودروهای کامپکت اس‌یووی جای می‌گیرد و از پلت فرم PSA PF1 بهره می‌برد و در اصل یک نسخه بر پایهٔ سیتروئن سی۳ و سیتروئن دی‌اس۳ می‌باشد.
سیتروئن سی۴ کاکتوس طراحی متمایزی نسبت به سایر رقبای خود دارد. زهواره‌ای به نام "Airbump" در نمای کناری این خودرو قرار گرفته تا از آسیب دیدن خودرو هنگام پارک جلوگیری کند. مشتری می‌تواند با سلیقه خود یکی از چهار رنگ موجود را برای این زهواره انتخاب کند. خودروی مفهومی سیتروئن کاکتوس در نمایشگاه بین‌المللی خودروی آلمان ۲۰۱۳ معرفی شد که پیش نمونه‌ای از مدل تولید انبوه بود. مدل تولید انبوه سی۴ کاکتوس نیز در نمایشگاه خودروی ژنو ۲۰۱۴ معرفی شد.

## بررسی

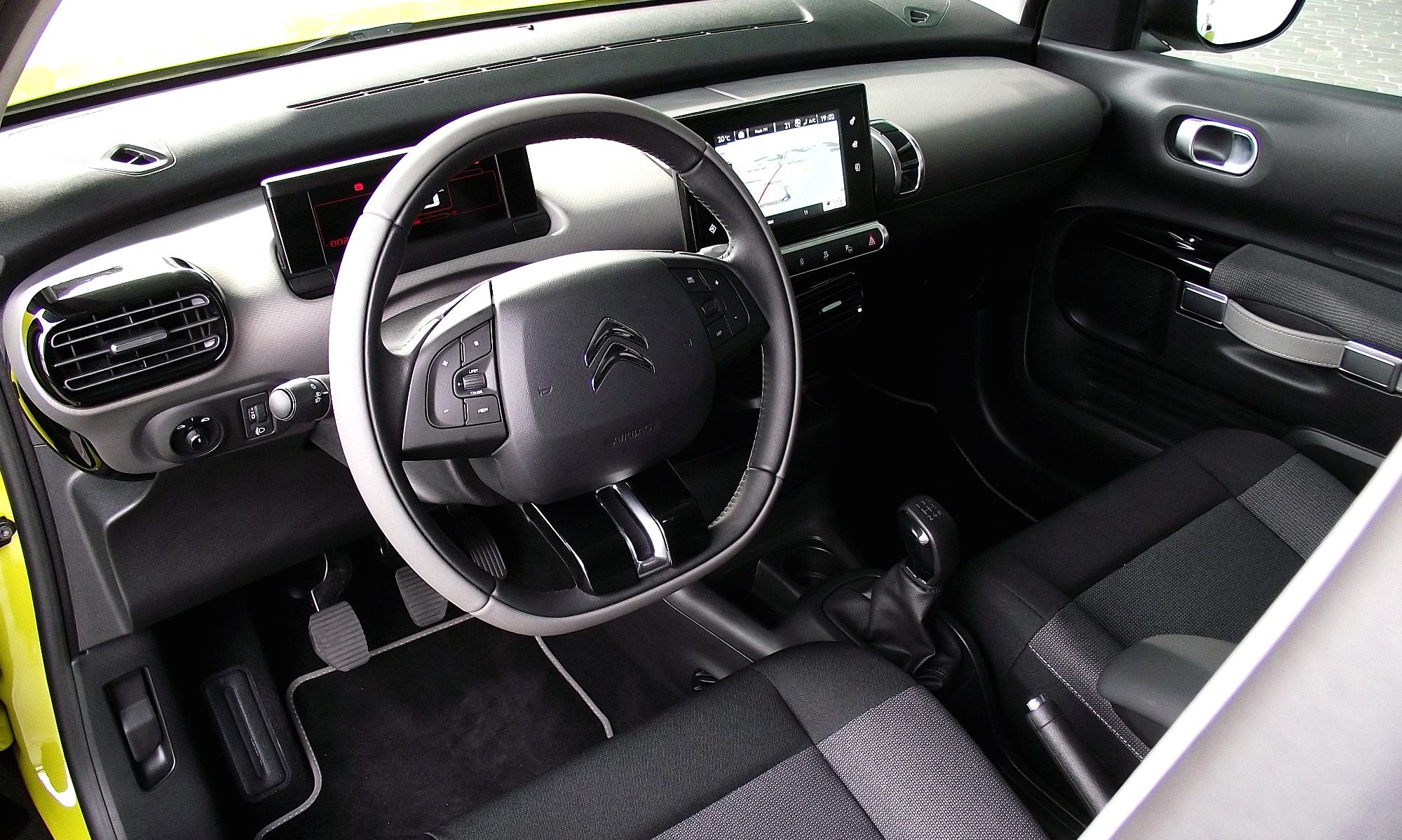
نمای داخلی

تولید این خودرو در آوریل ۲۰۱۴ و در خط تولید پی‌اس‌ای در ویلاورد، مادرید آغاز شد. فروش این خودرو نیز در ماه ژوئن ۲۰۱۴ و در فرانسه آغاز شد. سی۴ کاکتوس یک اس‌یووی پنج در است که در ابتدا با تیپ‌های تاچ، فیل و فلایر و با موتور بنزینی ۱٫۲ لیتری سه سیلندر خطی و موتور دیزلی ۱٫۶ لیتری چهارسیلندر خطی عرضه شد.
در سال ۲۰۱۶، سه تیپ جدید به نام‌های فلایر ادیشن، ریپ کرل و دبلیو نیز به این خودرو اضافه شدند که البته تیپ دبلیو بعدها به‌دلیل فروش کم از خط تولید کنار گذاشته شد.
در اکتبر سال ۲۰۱۶، رنگ لاگون بلو از این خودرو کنار گذاشته شد و به‌جای آن رنگ ظریف‌تر بالتیک بلو برای این خودرو در دسترس قرار گرفت؛ همچنین یک قرمز تیره به نام جلی رد به رنگ‌های گوناگون این خودرو اضافه شد. در ماه مهٔ سال ۲۰۱۷، رنگ محبوب شارک گرِی جای خود را به پلاتینیوم گری داد که کمی تیره‌تر بود و در دی‌اس۴ و دیسپچ ون ۲۰۱۶ نیز به‌کار می‌رفت. در بازار ایتالیا، تیپ دبلیو به نام توتال وایت ادیشن شناخته می‌شود؛ همچنین تیپ توتال بلک ادیشن نیز برای این خودرو عرضه شده و این تیپ‌ها در برخی از بازارها OneTone نامیده می‌شوند. اگر چه ۳۰ درصد از فروش کاکتوس در بریتانیا متعلق به خودروهای سیاه با زه سیاه بود، تیپ توتال بلک ادیشن در انگلستان ارائه نشد؛ می‌توان آن را پیکربندی کرد، اما چرخ‌های براق مشکی برای مطابقت با استاندارد مورد نیاز است.
کاکتوس در استرالیا، نیوزیلند، هنگ کنگ، آفریقای جنوبی و آمریکای جنوبی فروخته شده و بنابراین این یک «خودروی جهانی» به‌شمار می‌آید. کاکتوس توسط یورو ان‌سی‌ای‌پی مورد آزمایش قرار گرفت و در آزمون ایمنی عابر پیاده امتیاز بالایی کسب کرد و با مقایسه با سایر خودروهای این کلاس، بهترین امتیاز در کلاس خود را به‌دست‌آورد. کاکتوس نخستین خودروی سواری بود که در آن کیسهٔ هوای شاگرد در پوشش سقف قرار داد و این موضوع باعث شد تا فضای محفظهٔ داشبورد آن بسیار بیشتر از خودروهای دیگر باشد.
تیپ ریپ کرل حاصل همکاری سیتروئن با یک برند گشت و گذار با همان نام است و به عنوان یک وسیله نقلیه مبتنی بر ماجراجویی به بازار عرضه شده‌است و دارای ویژگی «گریپ کنترل» است؛ به این معنی که راننده می‌تواند ماشین در حالت‌های رانندگی آسفالت، برف، گل یا یخ تنظیم کند. این کار توسط واحد کنترل الکترونیکی (ECU) انجام می‌شود که انتقال نیرو را به هر یک از چرخ‌های جلو به‌طور مستقل تنظیم می‌کند؛ بر اساس هر چرخی که در هر لحظه چسبندگی بیشتری داشته باشد. به‌جز لاستیک‌های چهار فصل گودیر تایر، تمام تغییرات دیگر صرفاً برای زیبایی است؛ از جمله طرح گرافیکی ریپ کرل و کمربند ایمنی نارنجی رنگ.
تیپ دبلیو یک مدل تمام سفید است؛ با رنگ سفید صدفی و آینه‌های جانبی، دستگیره‌های در، Airbump، میله‌های سقف و رینگ آلیاژی سفید رنگ.

## فیس‌لیفت ۲۰۱۸
سیتروئن در سال ۲۰۱۸ از مدل فیس‌لیفت شدهٔ کاکتوس پرده برداشت. سی۴ کاکتوس جدید تکنولوژی‌های بیشتری به خودرو افزوده شده‌است؛ از جمله سیستم کمک اضطراری ترمز، سیستم اخطار خروج از خط، تابلوخوان، نظارت بر نقاط کور و پارک خودکار. از این رو که سی۴ کاکتوس پس از این فیس‌لیفت در اروپا به عنوان یک خودروی هاچ‌بک (و نه یک اس‌یووی) عرضه می‌شد، Airbump در این مدل همچنان باقی مانده، اما به مقدار قابل توجهی کوچک‌تر شده.

## مدل برزیلی

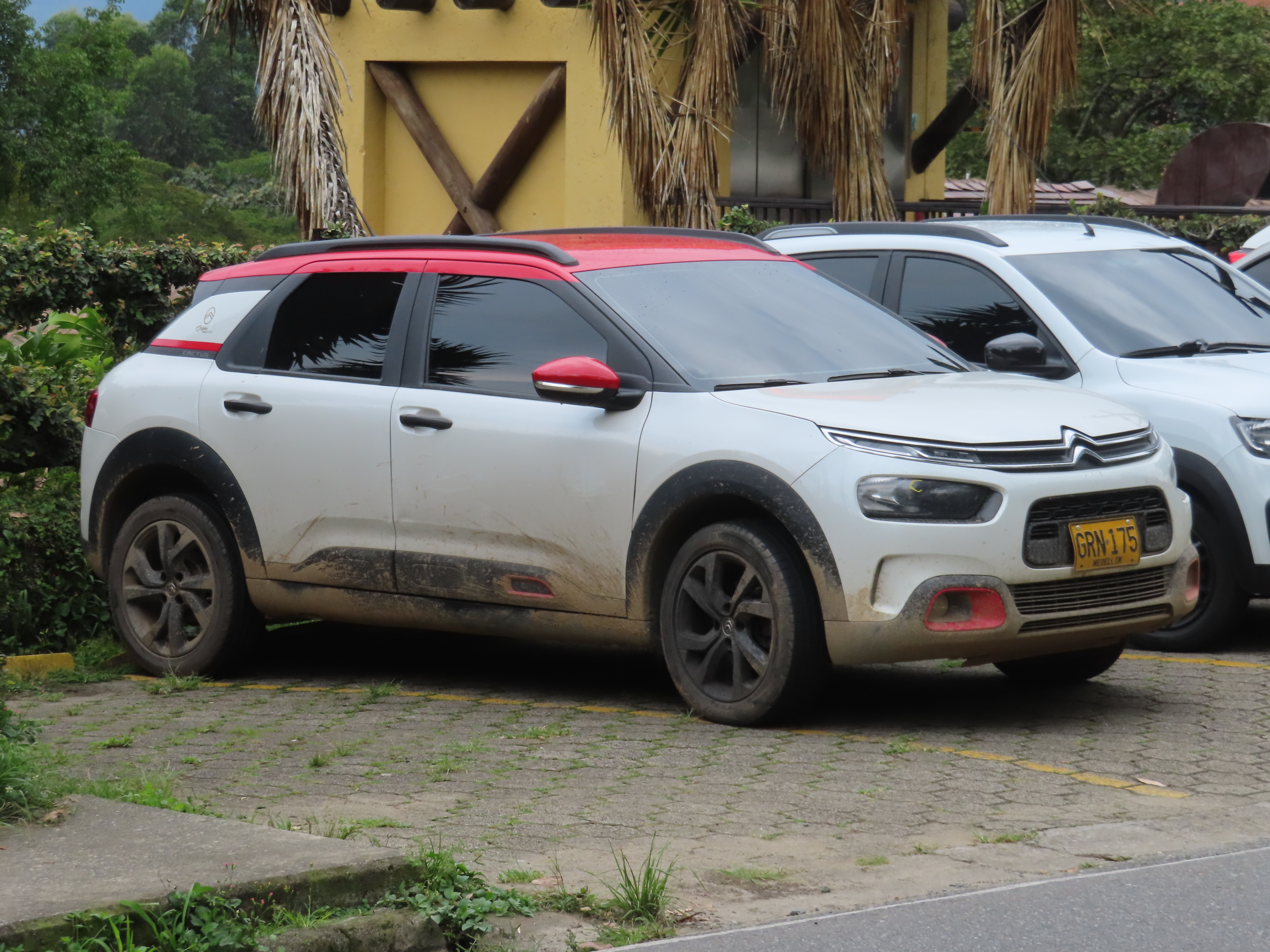
مدل برزیلی

تا قبل از فیس‌لیفت، کاکتوس اروپایی به بازارهای منتخب آمریکای جنوبی صادر می‌شد.
تا اواسط سال ۲۰۱۸، سی۴ کاکتوس فروخته شده در آمریکای جنوبی از ویلاورد اسپانیا صادر می‌شد؛ ولی از سال ۲۰۱۸، یک مدل محلی از این خودرو در پورتو ریل برزیل تولید می‌شود. این خودرو تفاوت‌های زیادی با مدل تولید شده در مادرید دارد: میله‌های سقف در آن حفظ شده، فاصلهٔ بیشتری از سطح زمین دارد و از شیشه‌های جانبی معمولی عقب که با پایین دادن به داخل درها می‌روند، سود می‌برد. بر خلاف بازار اروپا، این خودرو در آمریکای جنوبی به‌عنوان یک اس‌یووی کوچک عرضه می‌شود. این خودرو به سرعت تبدیل به پرفروش‌ترین مدل سیتروئن در برزیل و آرژانتین شد.
با وجود توقف تولید مدل اروپایی، سیتروئن همچنان به تولید سی۴ کاکتوس در برزیل ادامه می‌دهد و آن را به کشورهای عضو بازار مشترک کشورهای آمریکای جنوبی و همچنین سایر کشورهای آمریکای جنوبی مانند کلمبیا و پرو صادر می‌کند.

## خودروهای مفهومی

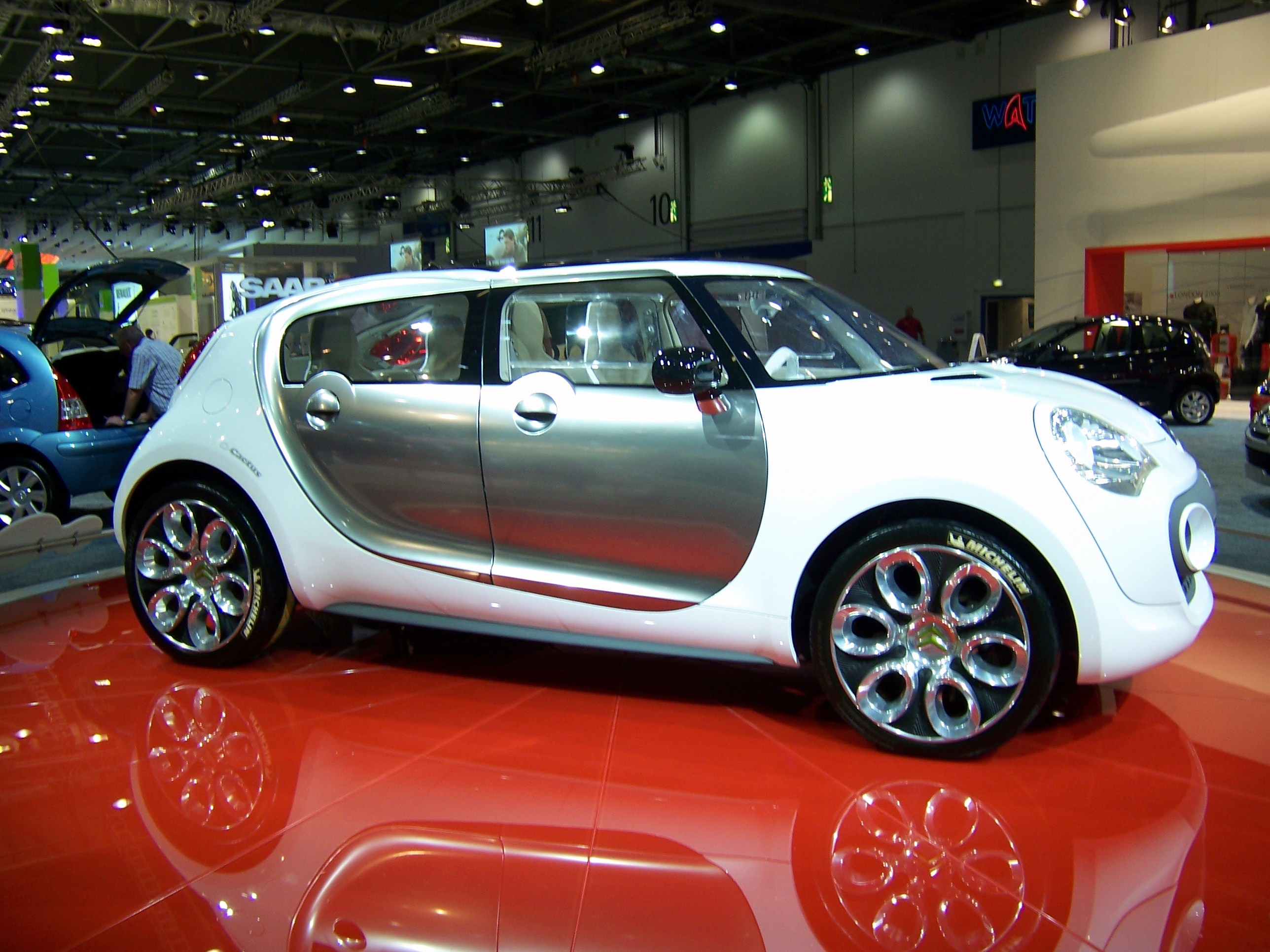
سیتروئن سی-کاکتوس (۲۰۰۷)
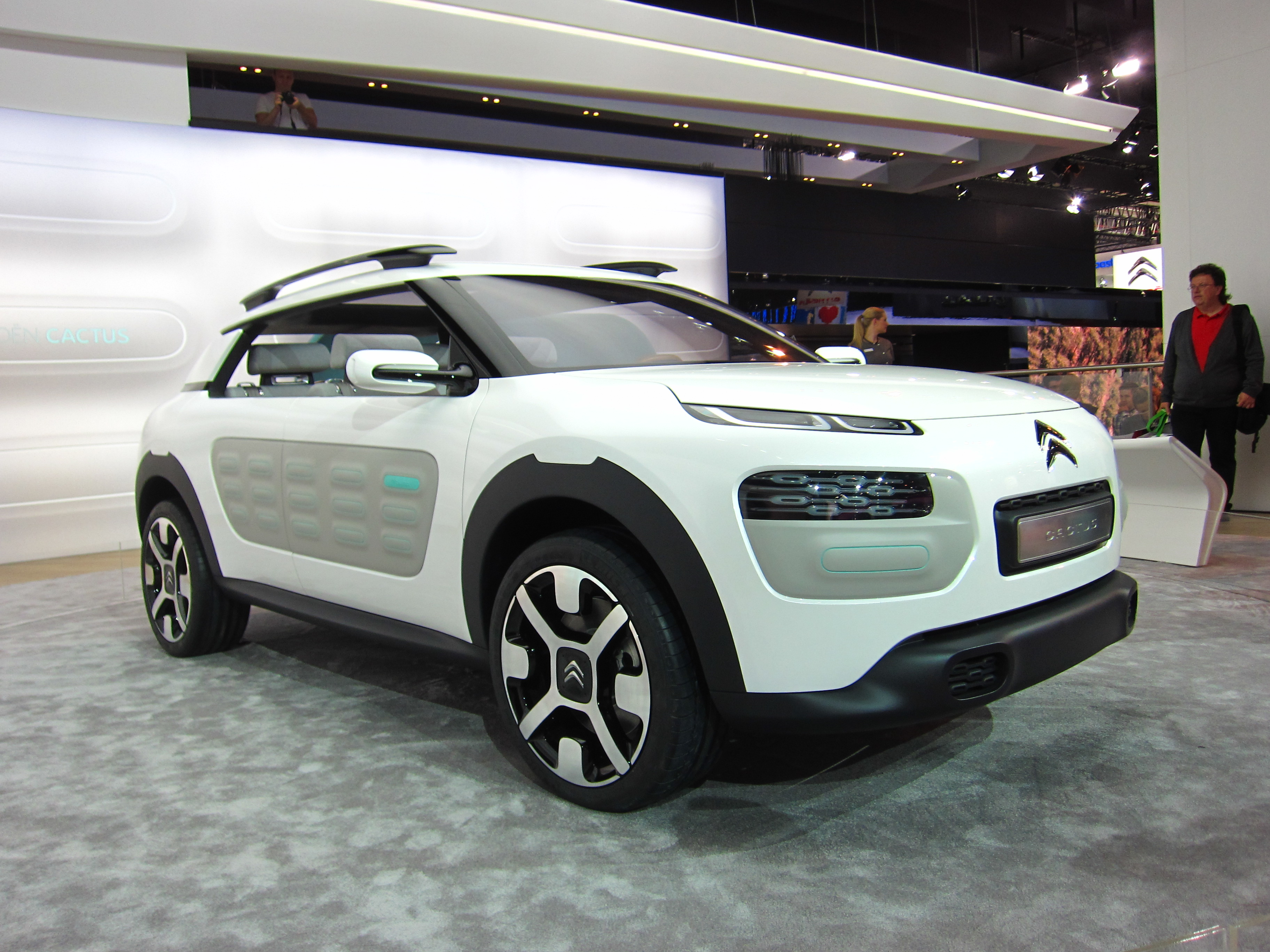
سیتروئن کاکتوس (۲۰۱۳)
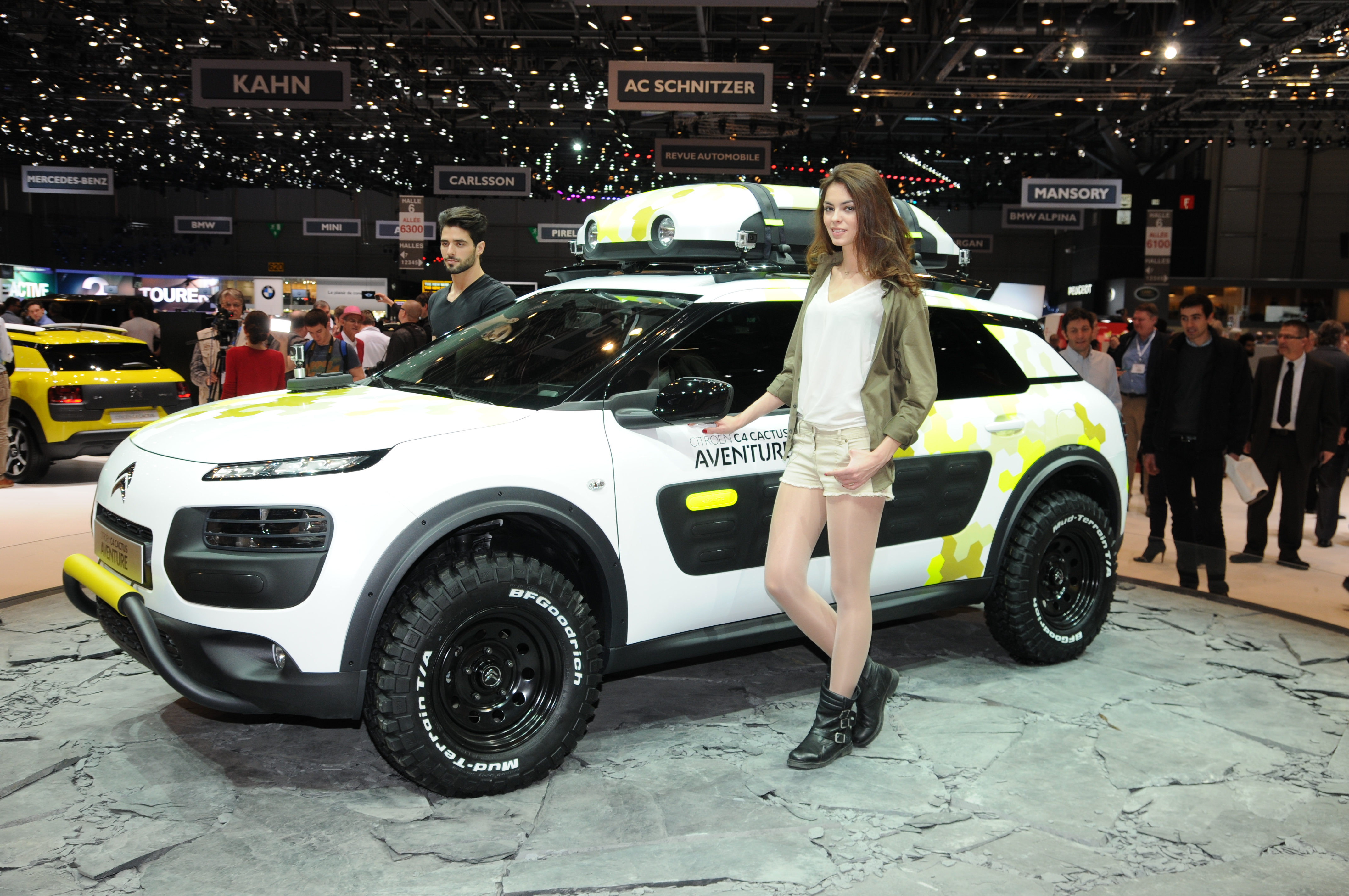
سیتروئن سی۴ کاکتوس اونتور (۲۰۱۴)
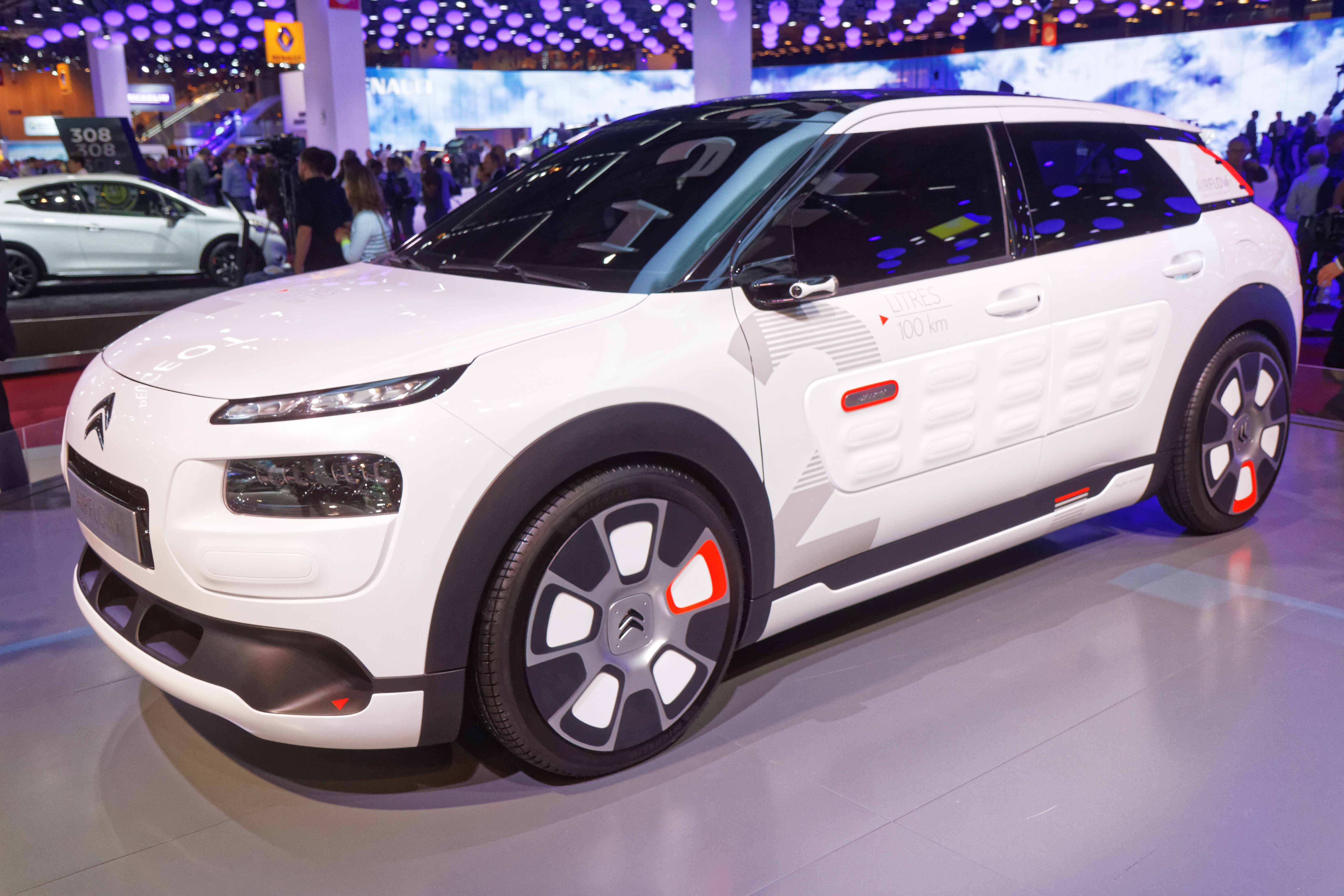
سیتروئن سی۴ کاکتوس ایرفلاو ۲ال (۲۰۱۴)
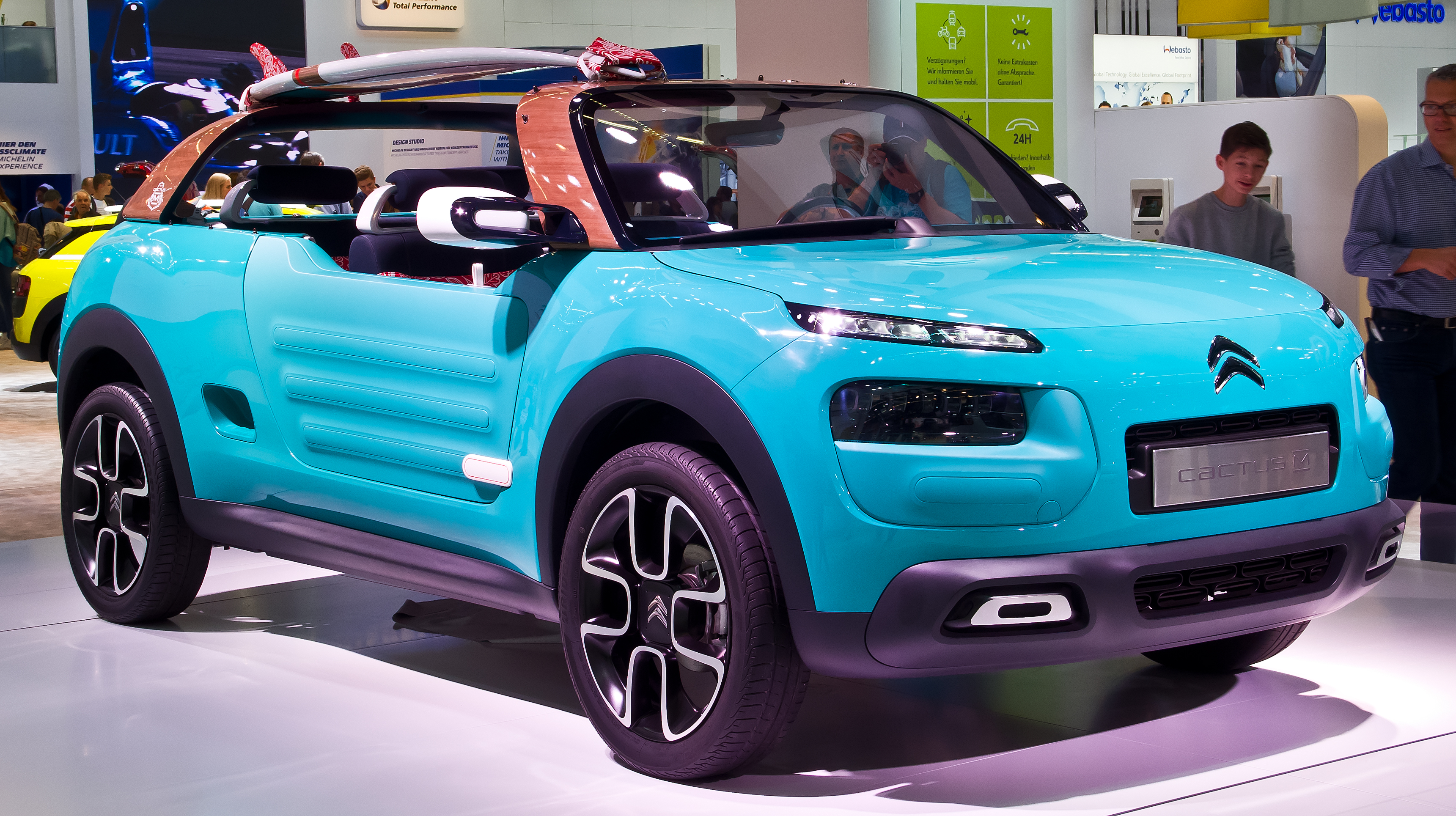
سیتروئن کاکتوس ام (۲۰۱۵)

## جوایز
- جایزهٔ «هاچ‌بک سال» از مجلهٔ تخت گاز در سال ۲۰۱۴.[۱۲]
- نمایشگاه بین‌المللی خودروی نیویورک ۲۰۱۵: جایزهٔ «طراحی خودروی سال جهان»[۱۳]
- نمایشگاه خودرو ژنو ۲۰۱۵ (کار دیزاین نیوز): جایزهٔ «خودروی تولیدی سال»[۱۴]
- جایزهٔ «اس‌یووی کوچک سال» از اتو اکسپرس در سال ۲۰۱۷.[۱۵]

## آمار فروش
| سال  | اروپا  | برزیل  | آرژانتین |
| ---- | ------ | ------ | -------- |
| ۲۰۱۴ | ۲۸٬۹۷۴ |        |          |
| ۲۰۱۵ | ۷۸٬۸۸۸ |        |          |
| ۲۰۱۶ | ۷۱٬۳۷۸ |        |          |
| ۲۰۱۷ | ۵۶٬۲۴۵ |        | ۶۵۲      |
| ۲۰۱۸ | ۵۷٬۶۳۷ | ۳٬۳۰۰  | ۲٬۴۲۴    |
| ۲۰۱۹ | ۵۲٬۶۰۰ | ۱۶٬۴۳۹ | ۴٬۲۶۰    |
| ۲۰۲۰ | ۲۶٬۳۷۹ | ۹٬۵۲۹  | ۴٬۷۶۳    |
| ۲۰۲۱ | ۱٬۱۸۸  | ۱۹٬۵۵۳ | ۵٬۵۷۹    |